# Пересвет
«Пересве́т» — російський комплекс лазерної зброї. Належить до видів зброї на нових фізичних принципах.

## Характеристики
Більшість інформації про комплекс засекречена, проте за оцінками експертів він, ймовірно, виконує завдання протиповітряної та протиракетної оборони. За словами російського пропагандиста Ігоря Коротченка, бойовий лазер «Пересвет» можна успішно застосовувати у боротьбі з безпілотниками. При цьому його ефективність залежить від умов довкілля; у хорошу погоду він працює краще, але туман, дощ, сніг та інші несприятливі погодні явища можуть стати на заваді проходженню лазерного променя. Також пропагандист повідомив, що подібні установки споживають багато електроенергії, тому використовувати їх як портативний інструмент навряд чи вийде; проте в майбутньому вони зможуть захищати багато військових баз та інших об'єктів від проникнення на їхню територію безпілотних дронів.
Принцип роботи ґрунтується на засвічуванні лазерним променем оптичних розвідувальних систем, у тому числі розвідувальних супутників. Може застосовуватися для прикриття (маскування) стартових позицій міжконтинентальних балістичних ракет. Триває робота над підвищенням компактності та мобільності комплексу. Комплекс включає саму лазерну установку і машини забезпечення, у тому числі з джерелами електроенергії.

## Історія
Комплекс був анонсований президентом Росії Володимиром Путіним у ході послання до Федеральних зборів 1 березня 2018 року.
Навесні 2018 року за допомогою всеросійського голосування «Выбор народа» було обрано офіційне найменування — «Пересвет» — на честь російського богатиря, ченця та воїна, зарахованого до лику російських святих, Олександра Пєрєсвєта. Також у фінал конкурсу вийшли назви «Блик» та «Василиск».
Оснащення комплексами Збройних сил Російської Федерації розпочалося у 2017 році. 1 грудня 2018 року лазерні комплекси «Пересвет» заступили на дослідно-бойове чергування.
За словами Валерія Герасимова, лазерні комплекси «Пересвет» перебувають на бойовому чергуванні з початку грудня 2019 року. Комплекси розгорнуті з дорожно-мобільними пусковими установками міжконтинентальних балістичних ракет з метою прикриття їх маневрів. За словами Сергія Шойгу, станом на 1 грудня 2019 року «Пересвет» був розгорнутий у складі п'яти дивізіонів Ракетних військ стратегічного призначення.
За даними «Коммерсантъ», у травні 2020 року комплекс був випробуваний у Сирії.

## Оцінки проєкту
6 грудня 2018 року видання We Are The Mighty опублікувало статтю, в якій журналіст Логан Най, який звернув увагу на широке висвітлення комплексу «Пересвет» у ЗМІ після публікації російського пропагандистського агентства Sputnik, звинуватив Росію у брехні про нові технології, відзначивши, що демонстрації роботи комплексу не було. Най висловив думку, що немає причин сумніватися у можливостях Росії розробити подібну зброю, а також закликав не піддаватися паніці.

## Критика
19 жовтня 2018 року російський пропагандист Ігор Коротченко заявив, що лазерна зброя, зокрема комплекс «Пересвет», ефективно працює проти БПЛА тільки «коли немає ні туману, ні піщаної бурі, ні опадів, тобто в ідеальних умовах».

## Галерея
|                       |                                            |                      |
| У похідному положенні | Переведення з похідного в бойове положення | У бойовому положенні |